# 七里河区
七里河区是甘肃省兰州市下辖的一个市辖区，位于黄河南岸城关区和西固区之间。有几家大型机械厂位于该区，此外几个大型公司机关也在该区，如兰州化工公司等。该区地势比较狭窄，南面离黄河不远就是黄土山地，所以有许多住宅建筑在山坡之上。
七里河区总面积398.48平方公里，辖4乡4镇、9个街道，居住着汉、回、蒙、东乡等28个民族，总人口47.85万。

## 行政区划
七里河区下辖9个街道办事处、5个镇、1个乡：
西园街道、西湖街道、建兰路街道、敦煌路街道、西站街道、晏家坪街道、龚家湾街道、土门墩街道、秀川街道、阿干镇、八里镇、彭家坪镇、西果园镇、黄峪镇和魏岭乡。

## 交通
- 蘭州軌道交通1號線
  - 奥体中心站
  - 馬灘站
  - 土門墩站

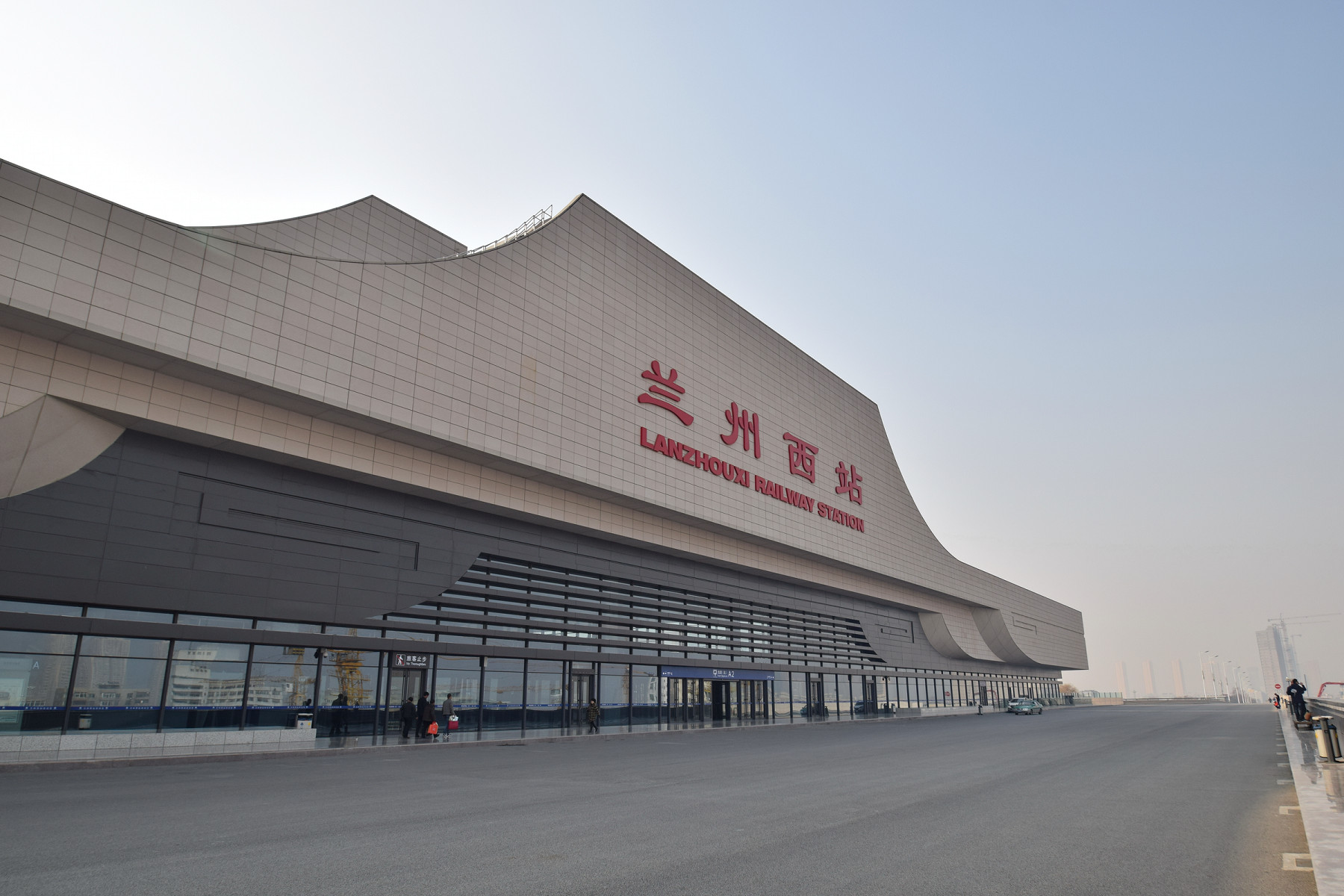
蘭州西站

  - 蘭州西站北廣場站(1号线蘭州西站北廣場站於2019年6月23日通車，2号线蘭州西站北廣場站屬於第二期工程。)
  - 西站什字站
  - 七里河站
  - 小西湖站
  - 文化宮站
- 蘭州軌道交通2号线
  - 蘭州西站北廣場站(2号线蘭州西站北廣場站屬於第二期工程。)
- 蘭新鐵路
  - 蘭州西站